# Windthorst (Teksas)
Windthorst je gradić u američkoj saveznoj državi Teksas. Prema popisu stanovništva iz 2010. u njemu je živjelo 409 stanovnika.